# Paweł Dżidżow
Paweł Dżidżow, bułg. Павел Джиджов (ur. 19 lipca 1919 w Płowdiwie, zm. 11 listopada 1952 w Sofii) – bułgarski duchowny katolicki, męczennik chrześcijański, błogosławiony Kościoła rzymskokatolickiego.
Urodził się w bardzo religijnej rodzinie. Z powodu choroby powrócił do Bułgarii, gdzie kontynuował studia teologiczne. W dniu 26 stycznia 1945 roku otrzymał święcenia kapłańskie. Został aresztowany 4 lipca 1952 roku. W czasie procesu skazano go na karę śmierci.
Został zastrzelony 11 listopada 1952 roku. Razem z nim śmierć ponieśli: Kamen Wiczew i Jozafat Sziszkow.
Zostali razem beatyfikowani przez papieża Jana Pawła II w dniu 26 maja 2002 roku.
Ich wspomnienie liturgiczne obchodzone jest w dzienną pamiątkę śmierci (dies natalis). Bułgarski Kościół katolicki wspomina ich 13 listopada, razem z męczennikiem Wincentym Eugeniuszem Bosiłkowem.